# Circonscription de Rabel
La circonscription de Rabel est une des 135 circonscriptions législatives de l'État fédéré Amhara, elle se situe dans la Zone Nord Shoa. Sa représentante actuelle est Almaz Mekonnen Weldegezahu.